# Paul Cousseran
Paul Jules Cousseran (30 juillet 1922, Uzerche - 22 juillet 2000, Neuilly-sur-Seine), est un haut fonctionnaire et diplomate français. Membre du mouvement Combat et du réseau Alibi, il fut vice-président de la Fondation de la Résistance et de la Confédération nationale des combattants volontaires de la Résistance.

## Biographie
Né de parents enseignants, Paul Cousseran a une sœur Claire, qui deviendra journaliste.
Paul Cousseran est surveillant au lycée Thiers durant l'Occupation. Il recrute des élèves qui veulent devenir résistants pour collecter des informations et délivrer des colis, tels que Pierre Broué,.
Membre du mouvement Combat et du réseau Alibi, il fut arrêté et déporté au camp de concentration de Neuengamme de 1943 à sa libération en 1945.
Élève de l’ENFOM (promotion 1946), il est élève administrateur des services civils de l’Indochine en 1947. En 1948, il est administrateur adjoint de la FOM (Extrême-Orient), puis en service en Indochine en 1950, et chef du service d’information au Nord Viêt Nam, en poste territorial à Nha Trang, et chef du bureau des affaires culturelles en 1951.
En 1954, il devient élève de l’ENA. Cousseran est administrateur de la FOM, détaché au ministère, en 1956, chargé de mission au cabinet de Marcel Champeix, secrétaire d’État à l’Algérie, en 1957, et administrateur civil intégré au ministère, délégué à l’organisation commune des régions sahariennes, chef du service du budget et de l’administration générale en 1958.
En 1960, il devient successivement conseiller technique adjoint au directeur de cabinet, de Jean Foyer, secrétaire d’État aux relations avec les États de la Communauté, puis directeur de cabinet de Jean Foyer (secrétaire d’État aux relations avec les États de la Communauté, puis ministre de la Coopération)
Il est nommé ambassadeur haut représentant de la République au Gabon en 1963. Chargé de mission auprès du directeur général des collectivités locales en 1964, il est intégré dans le corps unique des administrateurs civils en 1965.
Il devient maire de Limours en 1965.
Directeur des Affaires civiles du secrétariat général de la défense nationale, il est directeur de la division organisation au secrétariat général de la défense nationale en 1965, président de la Commission du service national en 1966 et directeur de cabinet du secrétaire général pour la police Jacques Aubert en 1967.
Il est nommé préfet de La Réunion en 1969, de la Haute-Savoie en 1972, de l’Essonne en 1974, Haut commissaire, chef du territoire de la Polynésie française en 1977, préfet de la région Corse et du département de la Corse du Sud en 1981 et préfet hors cadre et hors classe en 1982.
Il devient directeur général de la Police nationale le 25 octobre 1982. Il est révoqué le 7 juin 1983 par François Mitterrand, après les manifestations de la police contre le Garde des sceaux. Il est le directeur de la campagne de la liste d'opposition dirigée par Simone Veil pour l'UDF et Bernard Pons pour le RPR, aux élections européennes de 1984.
Cousseran devient conseiller du président de la Compagnie industrielle de travaux (CITRA) en 1985, puis du président de Spie Batignolles en 1987.

## Récompenses et distinctions

### Décorations
- Officier de la Légion d'honneur (1960)
- Croix de guerre 1939–1945